# Unionicola formosa
Unionicola formosa är en kvalsterart som beskrevs av James Dwight Dana och Whelpley 1836. Unionicola formosa ingår i släktet Unionicola och familjen Unionicolidae. Inga underarter finns listade i Catalogue of Life.